# Supercoupe d'Albanie de football
La Supercoupe d'Albanie de football est une compétition albanaise de football qui oppose chaque année le champion d'Albanie et le vainqueur de la Coupe d'Albanie depuis 1989.

## Palmarès
La Supercoupe n'est pas disputée lorsqu'un club effectue le doublé.
| Année | Vainqueur             | Score             | Finaliste             |
| ----- | --------------------- | ----------------- | --------------------- |
| 1989  | KS Dinamo Tirana      | 2 - 0             | KF Tirana             |
| 1990  | KS Flamurtari Vlorë   | 3 - 3ap 5 - 4 tab | KS Dinamo Tirana      |
| 1991  | KS Flamurtari Vlorë   | 1 - 0             | KF Partizan Tirana    |
| 1992  | KS Elbasani           | 3 - 2ap           | KS Vllaznia Shkodër   |
| 1993  | non disputée          | non disputée      | non disputée          |
| 1994  | KF Tirana             | 1 - 0             | KS Teuta Durrës       |
| 1995  | non disputée          | non disputée      | non disputée          |
| 1996  | non disputée          | non disputée      | non disputée          |
| 1997  | non disputée          | non disputée      | non disputée          |
| 1998  | KS Vllaznia Shkodër   | 1 - 1ap 5 - 4tab  | KS Apolonia Fier      |
| 1999  | non disputée          | non disputée      | non disputée          |
| 2000  | KF Tirana             | 1 - 0             | KS Teuta Durrës       |
| 2001  | KS Vllaznia Shkodër   | 2 - 1             | KF Tirana             |
| 2002  | KF Tirana             | 6 - 0             | KS Dinamo Tirana      |
| 2003  | KF Tirana             | 3 - 0             | KS Dinamo Tirana      |
| 2004  | KF Partizan Tirana    | 2 - 0             | KF Tirana             |
| 2005  | KF Tirana             | 0 - 0ap 5 - 4 tab | KS Teuta Durrës       |
| 2006  | KF Tirana             | 2 - 0             | KS Elbasani           |
| 2007  | KF Tirana             | 4 - 2             | KS Besa Kavajë        |
| 2008  | KS Dinamo Tirana      | 2 - 0             | KS Vllaznia Shkodër   |
| 2009  | KF Tirana             | 1 - 0             | KS Flamurtari Vlorë   |
| 2010  | KS Besa Kavajë        | 3 - 1             | FK Dinamo Tirana      |
| 2011  | KF Tirana             | 1 - 0             | KF Skënderbeu Korçë   |
| 2012  | KF Tirana             | 2 - 1             | KF Skënderbeu Korçë   |
| 2013  | KF Skënderbeu Korçë   | 1 - 1ap 5 - 4tab  | KF Laçi               |
| 2014  | KF Skënderbeu Korçë   | 1 - 0             | KS Flamurtari Vlorë   |
| 2015  | KF Laçi               | 2 - 2ap 8 - 7tab  | KF Skënderbeu Korçë   |
| 2016  | FK Kukësi             | 3 - 1             | KF Skënderbeu Korçë   |
| 2017  | KF Tirana             | 1 - 0             | FK Kukësi             |
| 2018  | KF Skënderbeu Korçë   | 3 - 2             | KF Laçi               |
| 2019  | FK Partizani Tirana   | 4 - 2ap           | FK Kukësi             |
| 2020  | KF Teuta Durrës       | 2 - 1             | KF Tirana             |
| 2021  | KF Teuta Durrës       | 3 - 0             | KF Vllaznia Shkodër   |
| 2022  | KF Tirana             | 3 - 2             | KF Vllaznia Shkodër   |
| 2023  | FK Partizani Tirana   | 1 - 0             | KF Egnatia Rrogozhinë |
| 2024  | KF Egnatia Rrogozhinë | 2 - 0             | FK Kukës              |

### Bilan
| Club                  | Victoires | Années                                                                 |
| --------------------- | --------- | ---------------------------------------------------------------------- |
| KF Tirana             | 12        | 1994, 2000, 2002, 2003, 2005, 2006, 2007, 2009, 2011, 2012, 2017, 2022 |
| KF Skënderbeu Korçë   | 3         | 2013, 2014, 2018                                                       |
| FK Partizani Tirana   | 3         | 2004, 2019, 2023                                                       |
| FK Dinamo Tirana      | 2         | 1989, 2008                                                             |
| KS Flamurtari Vlorë   | 2         | 1990, 1991                                                             |
| KS Vllaznia Shkodër   | 2         | 1998, 2001                                                             |
| KF Teuta Durrës       | 2         | 2020, 2021                                                             |
| KS Elbasani           | 1         | 1992                                                                   |
| KS Besa Kavajë        | 1         | 2010                                                                   |
| KF Laçi               | 1         | 2015                                                                   |
| FK Kukësi             | 1         | 2016                                                                   |
| KF Egnatia Rrogozhinë | 1         | 2024                                                                   |